# 3370 Kohsai
A 3370 Kohsai (ideiglenes jelöléssel 1934 CU) a Naprendszer kisbolygóövében található aszteroida. Karl Wilhelm Reinmuth fedezte fel 1934. február 4-én.